# Leucate
Leucate är en kommun i departementet Aude i regionen Occitanien  i södra Frankrike. Kommunen ligger  i kantonen Sigean som ligger i arrondissementet Narbonne. År 2022 hade Leucate 4 531 invånare.

## Befolkningsutveckling
Antalet invånare i kommunen Leucate
Referens: INSEE